# ムスタファ・アミニ
モハメド・ムスタファ・アミニ・カスティーリョ（Mohammad Mustafa Amini Castillo, 1993年4月20日 - ）は、オーストラリア・ニューサウスウェールズ州シドニー出身のサッカー選手。オーストラリア代表。ポジションはMF。

## 経歴
オーストラリアのシドニーで、アフガニスタン人の父とニカラグア人の母との間に生まれる。
2004年からブラックタウン・シティFCのユースチームでキャリアをスタートさせ、2009年からオーストラリア国立スポーツ研究所に所属した。2010年、セントラルコースト・マリナーズFCに2年契約で移籍した。10月20日、ブリスベン・ロアーFC戦でプロデビューを果たした。2011年2月9日、ゴールドコースト・ユナイテッドFC戦でプロ初ゴールを記録した。
2011年7月4日、ドイツのボルシア・ドルトムントと4年契約を結んだが、2012年5月まではレンタル移籍という形でセントラルコースト・マリナーズFCに残った。
2015年6月12日、ドルトムントとの契約満了に伴いラナースFCに加入した。
2016年6月、オーフスGFに4年契約で移籍した。

## 代表歴
オーストラリア代表としてユースの各年代でプレーした。
2017年、2018 FIFAワールドカップ・アジア3次予選のメンバーに選出され、3月28日のアラブ首長国連邦代表戦で後半42分から途中出場し、代表初出場を果たした。

## タイトル

### クラブ
セントラルコースト・マリナーズFC
- Aリーグ レギュラーシーズン 2011-12

ボルシア・ドルトムント
- DFLスーパーカップ 2014

### 代表
- AFF U-19ユース選手権 2010